# تشارلز لامي (سياسي)
تشارلز لامي (بالإنجليزية: Charles Lamy)‏ هو سياسي أمريكي، ولد في 7 مايو 1849، وتوفي في 21 فبراير 1929. حزبياً، نشط في الحزب الجمهوري. وقد انتخب عضو مجلس ولاية نيويورك.